# Ipimorpha capreae
Ipimorpha capreae är en fjärilsart som beskrevs av Fabricius 1787. Ipimorpha capreae ingår i släktet Ipimorpha och familjen nattflyn. Inga underarter finns listade i Catalogue of Life.